# In Case We Die
In Case We Die är det andra albumet från den australiensiska gruppen Architecture In Helsinki. Albumet släpptes 2005 på Taliem Band och Bar/None i USA och på Moshi Moshi Records i Storbritannien.

## Låtlista
1. "Neverevereverdid" - 4:49
2. "It's 5" - 2:07
3. "Tiny Paintings" - 3:03
4. "Wishbone" - 2:26
5. "Maybe You Can Owe Me" - 4:03
6. "Do The Whirlwind" - 4:39
7. "In Case We Die (Parts 1-4)" - 3:33
8. "The Cemetary" - 2:02
9. "Frenchy I'm Faking" - 2:52
10. "Need To Shout" - 4:10
11. "Rendezvous: Potrero Hill" – 1:52
12. "What's in Store?" – 4:29
13. "Bats and Rats and Murderers" - 1:25 (Extraspår på den brittiska utgåvan)